# Tipus d'interès nominal
Tipus d'interès nominal és una expressió que té tres accepcions principals. El tipus d'interès nominal pot referir-se a aquell tipus d'interès abans de l'ajust per l'efecte inflació, i després de l'ajust s'obté el tipus d'interès real. Altrament, també s'anomena tipus d'interès nominal a aquell tipus d'interès que s'expressa amb una meritació d'interessos amb un freqüència diferent a la d'1 any (la unitat bàsica de temps en la que es referencien el tipus d'interès), i després de l'ajust s'obté el tipus d'interès anual. Finalment també es denomina tipus d'interès nominal a aquell tipus d'interès que no recull la capitalització dels interessos, així com tampoc les despeses relacionades amb el producte financer, i després de l'ajust s'obté el tipus d'interès anual efectiu.

## Inflació: tipus d'interès nominalversustipus d'interès real
El tipus d'interès real és el tipus d'interès nominal menys la inflació. Si un prestador de capital rep un 8% de tipus d'interès sobre el capital, però la inflació és també del 8%, aleshores el tipus d'interès real és 0 perquè el tipus d'interès nominal i la inflació són iguals. D'aquesta manera un prestador de capital no obtindria cap benefici en termes real perquè malgrat percebre un interès nominal en efectiu, la seva capacitat de compra continua sent la mateixa que abans degut a l'augment dels preus.
La relació entre el tipus d'interès nominal i el tipus d'interès real s'expressa amb la següent fórmula:
{\displaystyle (1+r)(1+i)=(1+R)\,}
on «R» és el tipus d'interès nominal, «i» és la taxa d'inflació, i «r» és el tipus d'interès real.
- Expressat d'una alta manera:

tipus d'interès real = tipus d'interès nominal - inflació esperada
En aquesta anàlisi es posa en relleu que la taxa d'inflació és desconeguda ex ante, de manera que un el tipus d'interès real ex ante pot diferir del tipus d'interès real ex post un cop transcorregut el temps i determinada quina ha estat la taxa d'inflació que en efecte s'ha produït.

## Anualització: tipus d'interès nominalversustipus d'interès anual
L'expressió «tipus d'interès nominal» també es pot emprar per a un tipus d'interès que merita interessos mensualment sobre el capital, de manera que diversos tipus d'interès amb períodes de meritació diferents no són comparables a menys que siguin anualitzats (l'any és la unitat bàsica de temps, per bé que si hom ho desitja pot emprar a efectes comparatius una altra unitat de temps). Així per exemple un tipus d'interès nominal de l'1% meritat mensualment, és el mateix que un tipus d'interès nominal del 24% meritat bianualment, que és el mateix que un tipus d'interès anual del 12%.

## Taxa efectiva: tipus d'interès nominalversustipus d'interès anual efectiu
L'expressió «tipus d'interès nominal» també es pot emprar per a un tipus d'interès que merita interessos mensualment sobre el capital, i que a més els capitalitza, de manera que els interessos del mes anterior no són apartats sinó que s'afegeixen al capital inicial i també meriten interessos en el següent període. Així per exemple un tipus d'interès nominal de l'1% meritat mensualment, i capitalitzat, tindrà un rendiment efectiu major que el 12%, doncs els interessos del mesos precedents han estat capitalitzats.
Per obtenir el tipus d'interès anual efectiu (Taxa anual Equivalent), en períodes discrets, s'empra la següent fórmula: 
{\displaystyle r\ =\ (1+i/n)^{n}-1}
on «r» és el tipus d'interès anual efectiu, «i» és el tipus d'interès anual, i «n» els períodes de capitalització per any (expressats en termes d'un any)

Quan la freqüència de capitalització d'interessos no són períodes discrets, sinó que és contínua, s'empra la següent fórmula:
{\displaystyle r\ =\ e^{i}-1}
on «r» és el tipus d'interès anual efectiu,i «i» és el tipus d'interès anual.

### Exemples
Example 1: Un tipus d'interès nominal meritat mensualment del 0,5%, i que no capitalitza interessos (interès simple), és un tipus d'interès anual 6%.
a) anualització: i=0.005 x 12 = 0.06 (6% és el tipus d'interès anual)

b) capitalització: 
{\displaystyle r\ =\ (1+0.06/12)^{12}-1=0.0617}
Example 2: Un tipus d'interès nominal meritat mensualment del 0,5%, i capitalitzat també mensualment (interès compost), és un tipus d'interès anual efectiu del 6,17%.
a) anualització: i=0.005 x 12 = 0.06 (6% és el tipus d'interès anual)

b) capitalització: 
{\displaystyle r\ =\ (1+0.06/12)^{12}-1=0.0617}
Example 3: Un tipus d'interès anual del 10%, capitalitzat diàriament (interès compost), és un tipus d'interès anual efectiu 10.516%.
a) anualització: i=0.010 x 1 = 0.10 (10% és el tipus d'interès anual)

b) capitalització: 
{\displaystyle r\ =\ (1+0.10/365)^{365}-1=0.10516}
Example 4: Un tipus d'interès nominal de l'1% meritat mensualment, i capitalitzat contínuament (interès compost), és un tipus d'interès anual efectiu 12,75%.
a) anualització: i=0.01 x 12 = 0.12 (12% és el tipus d'interès anual)

b) capitalització: 
{\displaystyle r\ =\ e^{0,12}-1=0.1275}